# یهودستیزی در ترکیه
یهودستیزی در ترکیه (انگلیسی: Antisemitism in Turkey) به اعمال خصمانه علیه یهودیان در ترکیه و همچنین ارتقای دیدگاه‌ها و اعتقادهای یهودستیزانه در این کشور اشاره می‌کند.

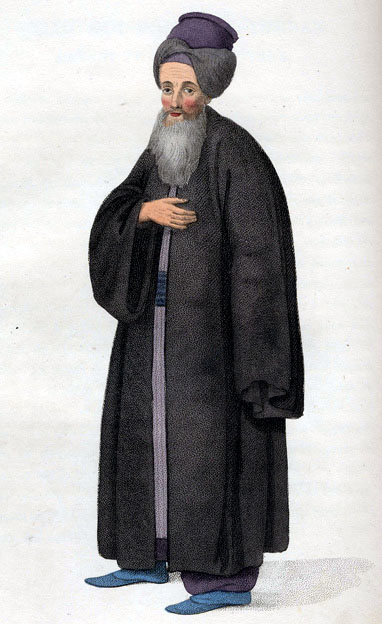
نقاشی یک یهودی در امپراتوری عثمانی سال ۱۷۷۹